# Breakin' up (Jack Jersey)
Breakin' up is een single van Jack Jersey uit 1985 met You're the one op de B-kant. Hij schreef en produceerde beide nummers zelf. Oui Oui Records, een onderdeel van CNR Records, bracht het werk uit.
Het verscheen in die tijd niet op een reguliere elpee, maar kwam zes jaar later op het verzamelalbum Songs from my heart (1991) terecht.
Het  is een elektronisch rock-'n-roll-nummer. Het gaat over een man die bij zijn partner weggaat, omdat hun relatie verbroken is. In het lied loopt hij met zijn gepakte koffers in de hand naar de voordeur.